# Christophe Colomb : La Découverte
Pour les articles homonymes, voir Christophe Colomb (homonymie).
Pour plus de détails, voir Fiche technique et Distribution.
Christophe Colomb : La Découverte (Christopher Columbus: The Discovery) est un film anglais, américain et espagnol, réalisé par John Glen en 1992. 
Il ne doit pas être confondu avec 1492 : Christophe Colomb, le film de Ridley Scott, sorti la même année.

## Synopsis
Dans un port de l'île de Chio, aux environs de 1480, Christophe Colomb surveille le débarquement de sa dernière cargaison d'épices, mais l'un des marins qui aidait au débarquement quitte la file un sac d'épices sous les bras. Colomb a tôt fait de l'intercepter, en lui apprenant que ces épices et ces parfums sont pour Dame Alaquiz et non pour lui. Mais, après lui avoir envoyé des insultes en turc, le marin lui tourne le dos et s'enfuit en courant. Harana, l'ami a dit que depuis que les Turcs ont pris Constantinople et la Terre sainte, ils tolèrent ce commerce à Chio, mais qu'ils aimeraient bien avoir leurs têtes. Puis, Colomb part fouiner du côté du souk espérant y trouver des choses intéressantes. Sur place il discute avec un marchand qui lui propose de la soie venue tout droit des Indes, et Colomb parle d'une cargaison remplie de ce que les Indes ont de plus précieux. Le marchand lui dit que ce n'est qu'à travers les montagnes que ces étoffes et ces épices arrivent jusqu'à lui, et qu'il n'y a rien de tel à l'ouest de Cathay. Tout à coup, Christophe Colomb aperçoit une carte maritime, le marchand sentant la bonne affaire, lui annonce qu'elle a été dessinée par des marins turcs, et qu'il n'y a pas de Portulan plus précise que celle-là. Pourtant Colomb lui dit, que Chio y est dessinée plus grande qu'elle ne devrait. Mais pour toute réponse le marchand lui dit que c'est leur île. Après lui avoir acheté la carte, Colomb quitte le souk, mais au détour d'une des ruelles, il se fait attaquer par trois individus et durant la bataille il reconnaît le marin qui l'avait insulté près de son navire. L'ayant mit de nouveau en fuite, il ne devra son salut qu’à l'arrivée opportune d'Harana, qui empêche un des brigands de lui mettre un coup de poignard dans le dos. Durant la bagarre, une jeune prostituée lui subtilise sa carte. Colomb l'ayant rattrapée lui dit de se contenter de son métier, de se méfier des Génois et de se garder du Diable. Puis il rejoint Harana qui, la mine grave, lui dit qu’à force de se jouer du destin, sa chance lui tournera le dos. Mais pour toute réponse Christophe lui dit que si ce jour vient, il sera sans doute à ses côtés. 
Six ans plus tard, Colomb présente au roi Jean de Portugal une carte de l'Europe, de l'Afrique et de l'océan vers l'ouest. Puis y ajoute une seconde carte, une terre avec une mer vers l'est. C'est celle de Marco Polo, et sa mer Océane. Colomb affirme que leur mer vers l'ouest rejoint la mer Océane de Marco Polo et qu'elle sépare l'Inde de l'Europe. Que par conséquent, le chemin de l’Inde passe par l'ouest et la mer. Ptolémée et Aristote le disent, la Terre est ronde. Par conséquent la meilleure route pour l'Inde ne passe pas par la Turquie, ni par Constantinople, et ne contourne pas l'Afrique par la mer, mais bien par l'ouest, par la mer Océane.
Le roi lui demande quel serait son prix s’il lui permettait de mener à bien son voyage. Colomb, demande à devenir gouverneur de toutes les terres découvertes et que ses héritiers et lui-même reçoivent le dixième de toutes les transactions avec le Portugal. Le roi lui fait remarquer qu'aucun Portugais n'a jamais reçu pareille récompense. Colomb lui répond qu'aucun Portugais ne lui a offert les Indes. Le roi lui annonce qu'ils vont étudier de plus près son projet et qu'il garde pour se faire les Portulans, et qu'en attendant, il sera leur invité. Mais devant les railleries et pressentant un danger pour sa vie, Christophe Colomb quitte clandestinement le Portugal.
Ayant trouvé refuge dans un monastère en Espagne, il confie à un des moines qu'il a l'intention d'aller voir le jeune roi de France, Charles VIII à qui il a déjà écrit, car il pressent que le Portugal va chercher à trouver la route avant lui. Le moine lui demande pourquoi il ne le propose pas à la reine Isabelle et au roi Ferdinand. Mais comment obtenir une audience sachant que leur esprit et leur fortune sont engagés dans la croisade contre les Maures ? Le moine lui apprend que leur ancien prieur fut jadis le confesseur de la reine ; c'est donc confiant que Colomb obtient une audience auprès du couple royal.

## Fiche technique
- Titre original : Christopher Columbus : The Discovery
- Titre français : Christophe Colomb : La Découverte
- Réalisation : John Glen, assisté de Brian W. Cook
- Scénario : John Briley, Cary Bates & Mario Puzo
- Histoire : Mario Puzo
- Costumes : John Bloomfield
- Musique : Cliff Eidelman
- Production : Quinto Centenario
- Pays de production :  Royaume-Uni  États-Unis  Espagne
- Langue : anglais
- Format : Couleur - Dolby - 2.35 : 1
- Son : Dolby
- Genre : Aventure, Biographie, Histoire
- Durée : 120 minutes
- Distribution : Warner Bros Pictures
- Dates de sortie : États-Unis 21 août 1992,  France inconnu
- Budget : ~ 48 000 000 $ US
- Recette : États-Unis ~ 8 251 071 $ US

## Distribution
- Marlon Brando (V. F. : William Sabatier) : Tomás de Torquemada
- Tom Selleck (V. F. : Bernard Tiphaine) : le roi Ferdinand
- Georges Corraface (V. F. : lui-même) : Christophe Colomb
- Rachel Ward : la reine Isabelle
- Robert Davi : Martin Pinzon
- Catherine Zeta-Jones (V. F. : Virginie Ledieu) : Beatriz
- Oliver Cotton (en) (V. F. : Bruno Devoldère) : Harana
- Benicio del Toro (V. F. : Bernard Gabay) : Alvaro Harana
- Mathieu Carrière : Le Roi Jean
- Manuel de Blas : Vicente Pinzon
- Glyn Grain : De La Cosa
- Peter Guinness (V. F. : Gilbert Lévy) : Fra Perez
- Nigel Terry : Roldan
- Nitzan Sharron : Benjamin
- Steven Hartley : Terreros

## Distinctions

### Récompense
- Razzie Awards 1993 :
  - Pire second rôle pour Tom Selleck

### Nominations
- Razzie Awards 1993 :
  - Pire film
  - Pire second rôle pour Marlon Brando
  - Pire réalisateur pour John Glen
  - Pire scénario pour John Briley, Cary Bates et Mario Puzo
  - Pire nouveau venu pour Georges Corraface